# Ralph Bergmann
Pour les articles homonymes, voir Bergmann.
Ralph Bergmann est un joueur allemand de volley-ball né le 26 septembre 1970 à Ruit auf den Fildern (Bade-Wurtemberg). Il mesure 2,06 m et joue central. Il totalise 225 sélections en équipe d'Allemagne.

## Clubs
| Club                  | Pays      | De        | À         |
| --------------------- | --------- | --------- | --------- |
| VBC Paderborn         | Allemagne | 1988-1989 | 1990-1991 |
| Moerser SC            | Allemagne | 1991-1992 | 1993-1994 |
| 1. SC Norderstedt     | Allemagne | 1994-1995 | 1994-1995 |
| Bayer Wuppertal       | Allemagne | 1995-1996 | 1997-1998 |
| Castelo da Maia GC    | Portugal  | 1998-1999 | 1998-1999 |
| Go Pass Lennik        | Belgique  | 1999-2000 | 2001-2002 |
| Knack Roeselare       | Belgique  | 2002-2003 | 2003-2004 |
| Noliko Maaseik        | Belgique  | 2004-2005 | 2004-2005 |
| Paris Volley          | France    | 2005-2006 | 2005-2006 |
| Aon hotVolleys Vienne | Autriche  | 2006-2007 | 2006-2007 |
| Moerser SC            | Allemagne | 2007-2008 | 2007-2008 |
| PAOK Salonique        | Grèce     | 2008-2009 | 2008-2009 |
| Halkbank Ankara       | Turquie   | 2009-2010 | …         |

## Palmarès
- MEVZA
  - Finaliste : 2007
- Championnat de France (1)
  - Champion : 2006
- Championnat d'Allemagne (2)
  - Vainqueur : 1992, 1997
- Coupe d'Allemagne (1)
  - Vainqueur : 1993
- Supercoupe de France (1)
  - Vainqueur : 2006
- Supercoupe de Belgique (1)
  - Vainqueur : 2004
- Supercoupe du Portugal (1)
  - Vainqueur : 1999